# BoardGameGeek
BoardGameGeek è un sito web fondato nel gennaio 2000 da Scott Alden e Derk Solko per raccogliere informazioni sui giochi da tavolo. Il sito è oggi noto in tutto il mondo e viene in genere considerato la più importante fonte Internet di risorse su questo argomento. Offre l'accesso a un database che contiene recensioni, articoli e descrizioni di sessioni di gioco per oltre 21.000 giochi, espansioni, autori ed editori. Sono trattati giochi da tavolo di tutte le categorie, dai giochi di carte ai wargame e ai giochi in stile tedesco.

## Classifica dei giochi
Il sito permette agli utenti di esprimere un voto sui giochi da tavolo (in una scala da 1 a 10). La media e la scomposizione dei voti viene mostrata per ogni gioco. Solo i giochi con almeno 30 voti sono inclusi nella classifica generale dei giochi. A partire dal 2006 è stata creata una classifica separata per i wargame, che sono tipicamente apprezzati solo da una cerchia ristretta di giocatori (e quindi tendono a ricevere molti voti bassi da parte di non appassionati del genere).
Dalla fondazione della classifica i giochi che hanno occupato la prima posizione sono stati:
- Paths of Glory (19 agosto 2001 - 20 febbraio 2002)
- Tigris & Euphrates (20 febbraio 2002 - 2002)
- Puerto Rico (2002 - 31 luglio 2008)
- Agricola (1º agosto 2008 - 30 aprile 2010)
- Puerto Rico (1º marzo 2010 - 31 dicembre 2010)
- Twilight Struggle (1º gennaio 2011 - 31 dicembre 2015)
- Pandemia Legacy: Stagione 1 (1º gennaio 2016 - 28 dicembre 2017)
- Gloomhaven (29 dicembre 2017 - 17 Febbraio 2023)
- Brass Birmingham (18 Febbraio 2023 - attuale)

In aggiunta ai precedenti anche altri tre giochi hanno raggiunto la prima posizione del ranking, tuttavia si è trattato di casi particolari. Il primo gioco fu Traguardi che il 25 febbraio 2006 divenne il primo gioco della classifica a causa di un bug che consentì ad un utente di assegnare al gioco un voto di 65536 (anziché da 1 a 10), falsando di conseguenza la classifica. Il bug fu subito scoperto e corretto. Il 1º aprile 2007 a raggiungere la vetta fu Monkey Auto Races, gioco sconosciuto ai più che divenne oggetto di un pesce d'aprile organizzato da una nutrita schiera di utenti che assegnarono al gioco il voto massimo di 10. Il giorno seguente gli utenti riportano il loro voto a quello originale ripristinando i voti precedenti. Esattamente tre anni dopo, per realizzare un altro pesce d'aprile, la redazione decise di modificare la classifica non più in base ai voti ma in base alla data di ingresso del database, permettendo quindi a Die Macher di andare in cima alla classifica. Anche in questo caso la classifica tornò normale il giorno seguente.

## Community
Attorno a BoardGameGeek si è formata nel tempo una vasta community. Il sito offre oggi un sistema di bullettin board, un'area dedicata alle compravendite di giochi usati, un database di utenti che può essere usato per localizzare giocatori geograficamente vicini, e la possibilità di giocare ad alcuni giochi da tavolo direttamente online.

## GeekGold
Il sito usa una moneta virtuale, il GeekGold, per ricompensare utenti che forniscono contenuti (immagini, recensioni, traduzioni o altre informazioni riguardo ai giochi) e per chi rivede il materiale inserito. I Geekgold possono essere spesi per ottenere vari tipi di avatar, "distintivi", privilegio di votare per i "Geekies" (un premio annuale assegnato al miglior gioco di ogni categoria, così come votato dagli utenti) o per comprare giochi o accessori che sono messi all'asta da altri utenti.
Generalmente i GeekGold non sono acquistabili direttamente. In seguito alle distruzioni portate dall'uragano Katrina è stato per breve tempo possibile acquistarli con denaro e i contributi versati sono stati donati alla Croce Rossa (tra il 1º settembre e il 9 settembre 2005 sono stati raccolti in questo modo 36.403 dollari).

## Golden Geek Award
Dal 2006 il sito annualmente assegna il premio Golden Geek (Geek d'oro) in varie categorie: i giochi sono votati dalla comunità di utenti del sito BoardGameGeek.com e vengono assegnati durante la manifestazione BGG.Con che si tiene solitamente a Dallas in novembre.

### Golden Geek Board Game of the Year
Categoria Board Game of the Year (gioco da tavolo dell'anno).
| Anno | Gioco                               | Autore                            | Editore           |
| ---- | ----------------------------------- | --------------------------------- | ----------------- |
| 2006 | Caylus                              | William Attia                     | Ystari            |
| 2007 | Shogun                              | Dirk Henn                         | Queen Games       |
| 2008 | Agricola                            | Uwe Rosenberg                     | Lookout Games     |
| 2009 | Dominion                            | Donald X. Vaccarino               | Hans im Glück     |
| 2010 | Hansa Teutonica                     | Andreas Steding                   | Argentum Verlag   |
| 2011 | Specie Dominanti (Dominant Species) | Chad Jensen                       | GMT Games         |
| 2012 | Eclipse                             | Touko Tahkokallio                 | Asmodee           |
| 2013 | Terra Mystica                       | Helge Ostertag e Jens Drögemüller | Feuerland Spiele  |
| 2014 | Splendor                            | Marc André                        | Space Cowboys     |
| 2015 | Pandemic Legacy: Season 1           | Rob Daviau, Matt Leacock          | Z-Man Games       |
| 2016 | Scythe                              | Jamey Stegmaier                   | Stonemaier Games  |
| 2017 | Gloomhaven                          | Isaac Childres                    | Cephalofair Games |
| 2018 | Root                                | Cole Wehrle                       | Leder Games       |
| 2019 | Wingspan                            | Elizabeth Hargrave                | Stonemaier Games  |

### Golden Geek Best Strategy Board Game
Categoria Best Strategy/Gamers Board Game (miglior gioco di strategia/per giocatori dell'anno).
| Anno | Gioco                               | Autore                                   | Editore           |
| ---- | ----------------------------------- | ---------------------------------------- | ----------------- |
| 2006 | Caylus                              | William Attia                            | Ystari            |
| 2007 | Shogun                              | Dirk Henn                                | Queen Games       |
| 2008 | Agricola                            | Uwe Rosenberg                            | Lookout Games     |
| 2009 | Le Havre                            | Uwe Rosenberg                            | Lookout Games     |
| 2010 | Hansa Teutonica                     | Andreas Steding                          | Argentum Verlag   |
| 2011 | Specie Dominanti (Dominant Species) | Chad Jensen                              | GMT Games         |
| 2012 | Eclipse                             | Touko Tahkokallio                        | Asmodee           |
| 2013 | Terra Mystica                       | Helge Ostertag e Jens Drögemüller        | Feuerland Spiele  |
| 2014 | Five Tribes                         | Bruno Cathala                            | Days of Wonder    |
| 2015 | Pandemic Legacy: Season 1           | Rob Daviau, Matt Leacock                 | Z-Man Games       |
| 2016 | Scythe                              | Jamey Stegmaier                          | Stonemaier Games  |
| 2017 | Gloomhaven                          | Isaac Childres                           | Cephalofair Games |
| 2018 | Brass: Birmingham                   | Gavan Brown, Matt Tolman, Martin Wallace | Roxley            |
| 2019 | Wingspan                            | Elizabeth Hargrave                       | Stonemaier Games  |

### Golden Geek Best Family Board Game
Categoria Best Family Board Game (miglior gioco per famiglie).
| Anno | Gioco                      | Autore             | Editore             |
| ---- | -------------------------- | ------------------ | ------------------- |
| 2006 | Geniale! (Ingenious)       | Reiner Knizia      | Sophisticated Games |
| 2007 | Zooloretto                 | Michael Schacht    | Abacus Spiele       |
| 2008 | Thebes                     | Peter Prinz        | Queen Games         |
| 2009 | Pandemia                   | Matt Leacock       | Z-Man Games         |
| 2010 | Tobago                     | Bruce Allen        | Zoch Verlag         |
| 2011 | 7 Wonders                  | Antoine Bauza      | Repos               |
| 2012 | King of Tokyo              | Richard Garfield   | Iello               |
| 2013 | Love Letter                | Seiji Kanai        | AEG                 |
| 2014 | Splendor                   | Marc André         | Space Cowboys       |
| 2015 | Nome in codice             | Vlaada Chvátil     | Czech Games Edition |
| 2016 | Nome in codice: Visual     | Vlaada Chvátil     | Czech Games Edition |
| 2017 | Azul                       | Michael Kiesling   | Plan B Games        |
| 2018 | Ciarlatani di Quedlinburgo | Wolfgang Warsch    | Schmidt Spiele      |
| 2019 | Wingspan                   | Elizabeth Hargrave | Stonemaier Games    |

### Golden Geek Best Children's Board Game
Categoria Best Children's Board Game (miglior gioco per ragazzi).
| Anno | Gioco                                                                      | Autore                                | Editore            |
| ---- | -------------------------------------------------------------------------- | ------------------------------------- | ------------------ |
| 2006 | La Notte dei Maghi (Nacht der Magier)                                      | Jens-Peter Schliemann, Kirsten Becker | Drei Magier Spiele |
| 2007 | Zooloretto                                                                 | Michael Schacht                       | Abacus Spiele      |
| 2008 | Burg Appenzell                                                             | Bernhard Weber, Jens-Peter Schliemann | Zoch Verlag        |
| 2009 | Sorry! Sliders                                                             | Craig Van Ness                        | Hasbro Parker Bros |
| 2010 | L'Isola Proibita (Forbidden Island)                                        | Matt Leacock                          | Gamewright         |
| 2011 | Torre di animali: la grande avventura (Tier auf Tier: Das große Abenteuer) | Klaus Miltenberger                    | HABA               |
| 2012 | King of Tokyo                                                              | Richard Garfield                      | Iello              |
| 2013 | Il Deserto Proibito (Forbidden Desert)                                     | Matt Leacock                          | Gamewright         |
| 2014 | La Lepre e la Tartaruga (Tales & Games: The Hare & the Tortoise)           | Gun-Hee Kim                           | Iello              |

### Golden Geek Best Party Board Game
Categoria Best Party Board Game (miglior party game).
| Anno | Gioco                  | Autore                                      | Editore                       |
| ---- | ---------------------- | ------------------------------------------- | ----------------------------- |
| 2006 | Diamant                | Bruno Faidutti, Alan R. Moon                | Schmidt Spiele                |
| 2007 | Wits & Wagers          | Dominic Crapuchettes                        | North Star Games              |
| 2008 | Say Anything           | Dominic Crapuchettes, Satish Pillalamarri   | North Star Games              |
| 2009 | Time's Up! Deluxe      | Peter Sarrett                               | R&R Games                     |
| 2010 | Telestrations          | -                                           | USAopoly                      |
| 2011 | Dixit Odyssey          | Jean-Louis Roubira                          | Libellud                      |
| 2012 | King of Tokyo          | Richard Garfield                            | Iello                         |
| 2013 | Love Letter            | Seiji Kanai                                 | Kanai Factory                 |
| 2014 | Ca$h'n Guns (2ª ed.)   | Ludovic Maublanc                            | Repos                         |
| 2015 | Nome in codice         | Vlaada Chvátil                              | Czech Games Edition           |
| 2016 | Nome in codice: Visual | Vlaada Chvátil                              | Czech Games Edition           |
| 2017 | Werewords              | Ted Alspach                                 | Bézier Games                  |
| 2018 | The Mind               | Wolfgang Warsch                             | Nürnberger-Spielkarten-Verlag |
| 2019 | Wavelength             | Alex Hague, Justin Vickers, Wolfgang Warsch | Palm Court                    |

### Golden Geek Best Card Game
Categoria Best Card Game (miglior gioco di carte).
| Anno | Gioco                        | Autore                             | Editore                       |
| ---- | ---------------------------- | ---------------------------------- | ----------------------------- |
| 2007 | Caylus Magna Carta           | William Attia                      | Ystari Games                  |
| 2008 | Race for the Galaxy          | Thomas Lehmann                     | Rio Grande Games              |
| 2009 | Dominion                     | Donald X. Vaccarino                | Hans im Glück                 |
| 2010 | Innovation                   | Carl Chudyk                        | Asmadi Games                  |
| 2011 | 7 Wonders                    | Antoine Bauza                      | Repos                         |
| 2012 | Android: Netrunner           | Richard Garfield, Lukas Litzsinger | Fantasy Flight Games          |
| 2013 | Love Letter                  | Seiji Kanai                        | Kanai Factory                 |
| 2014 | Star Realms                  | Robert Dougherty, Darwin Kastle    | White Wizard Games            |
| 2015 | 7 Wonders Duel               | Antoine Bauza, Bruno Cathala       | Repos                         |
| 2016 | Arkham Horror: The Card Game | Nate French, MJ Newman             | Fantasy Flight Games          |
| 2017 | Century: Spice Road          | Emerson Matsuuchi                  | Plan B Games                  |
| 2018 | The Mind                     | Wolfgang Warsch                    | Nürnberger-Spielkarten-Verlag |
| 2019 | Wingspan                     | Elizabeth Hargrave                 | Stonemaier Games              |

### Golden Geek Best Abstract Board Game
Categoria Best Abstract Board Game (miglior gioco astratto).
| Anno | Gioco                                                          | Autore              | Editore             |
| ---- | -------------------------------------------------------------- | ------------------- | ------------------- |
| 2010 | FITS                                                           | Reiner Knizia       | Ravensburger        |
| 2011 | Paris Connection                                               | David V. H. Peters  | Queen Games         |
| 2012 | Kingdom Builder                                                | Donald X. Vaccarino | Queen Games         |
| 2013 | Tash-Kalar: L'Arena Leggendaria (Tash-Kalar: Arena of Legends) | Vlaada Chvatil      | Czech Games Edition |
| 2014 | Patchwork                                                      | Uwe Rosenberg       | Lookout Games       |

### Golden Geek Best Two Player Game
Categoria Best Two Player Game (miglior gioco per due).
| Anno | Gioco                                                                    | Autore                                                                     | Editore                  |
| ---- | ------------------------------------------------------------------------ | -------------------------------------------------------------------------- | ------------------------ |
| 2006 | Twilight Struggle                                                        | Ananda Gupta, Jason Matthews                                               | GMT Games                |
| 2007 | BattleLore Commands & Colors: Ancients                                   | Richard Borg Richard Borg, Pat Kurivial, Roy Grider                        | Days of Wonder GMT Games |
| 2008 | Hannibal: Rome vs. Carthage                                              | Mark Simonitch                                                             | Smart Ltd                |
| 2009 | Space Hulk (3ª ed.)                                                      | Richard Halliwell                                                          | Games Workshop           |
| 2010 | Washington's War                                                         | Mark Herman                                                                | GMT Games                |
| 2011 | Pochi acri di neve (A Few Acres of Snow)                                 | Martin Wallace                                                             | Treefrog Games           |
| 2012 | Android: Netrunner                                                       | Richard Garfield, Lukas Litzsinger                                         | Fantasy Flight Games     |
| 2013 | Star Wars: X-Wing Gioco di Miniature (Star Wars: X-Wing Miniatures Game) | Steven Kimball, James Kniffen, Corey Konieczka, Jason Little, Brady Sadler | Fantasy Flight Games     |
| 2014 | Star Realms                                                              | Robert Dougherty, Darwin Kastle                                            | White Wizard Games       |
| 2015 | 7 Wonders: Duel                                                          | Antoine Bauza Bruno Cathala                                                | Repos Production         |
| 2016 | Star Wars: Rebellion                                                     | Corey Konieczka                                                            | Fantasy Flight Games     |
| 2017 | Codenames: Duet                                                          | Vlaada Chvátil, Scot Eaton                                                 | Czech Games Edition      |
| 2018 | KeyForge: Call of the Archons                                            | Richard Garfield                                                           | Fantasy Flight Games     |
| 2019 | Watergate                                                                | Matthias Cramer                                                            | Frosted Games            |

### Golden Geek Best Wargame
Categoria Best Wargame (miglior wargame).
| Anno | Gioco                                         | Autore                                | Editore        |
| ---- | --------------------------------------------- | ------------------------------------- | -------------- |
| 2006 | Twilight Struggle                             | Ananda Gupta, Jason Matthews          | GMT Games      |
| 2007 | Combat Commander: Europe                      | Chad Jensen                           | GMT Games      |
| 2008 | Hannibal: Rome vs. Carthage                   | Mark Simonitch                        | Smart Ltd      |
| 2009 | Combat Commander: Pacific                     | John Foley, Chad Jensen, Kai Jensen   | GMT Games      |
| 2010 | Washington's War                              | Mark Herman                           | GMT Games      |
| 2011 | Pochi acri di neve (A Few Acres of Snow)      | Martin Wallace                        | Treefrog Games |
| 2012 | Sekigahara: The Unification of Japan          | Matt Calkins                          | GMT Games      |
| 2013 | 1775: Rebellion                               | Beau Beckett, Jeph Stahl              | Academy Games  |
| 2014 | Fire in the Lake                              | Mark Herman, Volko Ruhnke             | GMT Games      |
| 2015 | Churchill                                     | Mark Herman                           | GMT Games      |
| 2016 | Falling Sky: The Gallic Revolt Against Caesar | Volko Ruhnke, Andrew Ruhnke           | GMT Games      |
| 2017 | 878 Vikings: Invasions of England             | Beau Beckett, Dave Kimmel, Jeph Stahl | Academy Games  |
| 2018 | Hannibal & Hamilcar                           | Mark Simonitch, Jaro Andruszkiewicz   | PHALANX        |
| 2019 | Undaunted: Normandy                           | Trevor Benjamin, David Thompson       | Osprey Games   |